# گاو ایوداد
گاوِ ایوداد (به زبان اوستایی: gav-aēvō.dātā؛ به فارسی میانه: Gāw-ī ēwdād) در کیهان‌شناسی زرتشتی، نام نخستین گاو آفریده شده و یکی از شش آفرینش ازلی اهورا مزدا در جهان مادی (استومند)، و پدرِ اساطیریِ همه ستوران سودبخش است.
این گاو در افسانه آفرینش کشته می‌شود اما از آن مغز و اندام و چهر او جهان دوباره پر از جانداران می‌شود. روح ازلی گاو – geush urvan – در کالبد روان جانداران اهلی (دامی) به جهان بازمی‌گردد. اگرچه geush urvan یک سویه از گاو نخستین در تراداد زرتشتی (و نیز شاید در اوستای پسین) است، ولی پیوند میان این دو در کهن ترین نوشته ها نیز پدیدار نیست.

## در کتب مقدس
هرچند gav «گاو» در اوستایی مؤنث است، اما در قالب اسم جمع به معنی نوع گاو هم استفاده می‌شود. بخش aevo.data «ایوداد» از این نام به معنای «یکتا آفریده» یا «تنها آفریده شده» است.

## در روایات
اسطوره «گاو یکتا آفریده» که در اوستای کنونی تنها به آن نمارش شده، در نوشته های پارسی سده ۹ تا ۱۱ میلادی تراداد زرتشتی به‌ گونه گسترده پدیدار است. در این نوشتارها، واژه اوستایی Gavaevodata به ریخت فارسی میانه gaw-i ewdad یا ewazdad یا ewagdad و با نگهداری همان معنای نخستین اوستایی دیده می‌شود.

## یادداشت
1. ↑  معنای دقیق واژه cithra در اینجا پیدا نیست. معنای «تخم» یعنی اصل (بن) و ریشه یا «تخمه» به معنای نژاد پیشنهاد شده‌است.